# 손민우 (배우)
손민우(1966년 8월 26일 ~ )는 대한민국의 배우이다.

## 생애
본관은 밀양(密陽)이고 경상남도 진주에서 출생하였다.
1987년 CF 모델로 시작을 한 이후 1988년 연극배우로 활동, 1989년 영화 《행복은 성적순이 아니잖아요》의 단역을 통하여 영화 출연을 시작하였다. 1990년 MBC 드라마에 첫 출연하였고 1993년 8월 MBC 22기 공채 탤런트로 선발되었다.

## 출연작

### 뮤지컬
- 1990년 《포기와 베스》 ... 스키피오 역

### 영화
- 1989년 《행복은 성적순이 아니잖아요》
- 1990년 《있잖아요 비밀이에요》
- 1990년 《나는 날마다 일어선다》
- 1990년 《그래 가끔 하늘을 보자》
- 1990년 《있잖아요 비밀이에요 2》
- 1997년 《스카이 닥터》
- 2000년 《진실게임》

### 텔레비전 드라마
- 1990년 MBC 드라마 《대원군》 ... 단재 신채호 역
- 1993년 MBC 드라마 《걸어서 하늘까지》 ... 기차역 매표원 역
- 1993년 MBC 드라마 《파일럿》
- 1993년 MBC 드라마 《사춘기》
- 1993년 MBC 드라마 《우리들의 천국》
- 1994년 MBC 드라마 《마지막 승부》
- 1994년 MBC 드라마 《사랑을 그대 품안에》
- 1994년 MBC 드라마 《캠퍼스 연가》
- 1994년 MBC 드라마 《M》
- 1994년 MBC 드라마 《종합병원》
- 1994년 MBC 드라마 《베스트극장》
- 1994년 MBC 드라마 《천국의 나그네》
- 1995년 MBC 드라마 《까레이스키》
- 1995년 MBC 드라마 《호텔》 ... 조경욱 과장 역
- 1995년 KBS 드라마 《사랑한다면서》
- 1995년 MBC 시트콤 《두 아빠》
- 1995년 MBC 드라마 《제4공화국》
- 1995년 MBC 드라마 《아파트》
- 1996년 MBC 드라마 《자반고등어》
- 1996년 KBS 드라마 《컬러》
- 1996년 MBC 드라마 《애인》
- 1996년 MBC 드라마 《달콤한 인생》
- 1996년 KBS 드라마 《파리공원의 아침》
- 1996년 MBC 드라마 《가슴을 열어라》
- 1996년 MBC 드라마 《나》
- 1997년 MBC 시트콤 《남자 셋 여자 셋》
- 1997년 MBC 드라마 《별은 내 가슴에》
- 1997년 SBS 드라마 《아름다운 그녀》
- 1997년 SBS 시트콤 《LA아리랑》
- 1997년 MBC 드라마 《신데렐라》
- 1997년 MBC 드라마 《불꽃놀이》
- 1997년 KBS 드라마 《그대 나를 부를 때》
- 1997년 KBS 드라마 《웨딩 드레스》
- 1998년 MBC 드라마 《사랑》
- 1998년 SBS 드라마 《삼김시대》 ... 이강석 역
- 1998년 MBC 드라마 《보고 또 보고》
- 1998년 SBS 드라마 《사랑해 사랑해》
- 1998년 KBS 드라마 《킬리만자로의 표범》
- 1998년 KBS 드라마 《순수》
- 1998년 KBS 드라마 《종이학》
- 1998년 SBS 드라마 《7인의 신부》
- 1998년 EBS 드라마 《내일》
- 1998년 MBC 드라마 《육남매》
- 1998년 MBC 시트콤 《여자 대 여자》
- 1998년 MBC 드라마 《애드버킷》
- 1999년 MBC 드라마 《왕초》
- 1999년 SBS 드라마 《지금은 사랑할 때》
- 1999년 SBS 드라마 《젊은 태양》
- 1999년 MBC 드라마 《장미와 콩나물》
- 1999년 MBC 드라마 《국희》
- 1999년 KBS 드라마 《초대》
- 1999년 MBC 시트콤 《점프》
- 1999년 MBC 드라마 《허준》
- 2000년 MBC 드라마 《사랑밖엔 난 몰라》
- 2000년 MBC 드라마 《느낌이 좋아》
- 2000년 KBS 드라마 《성난 얼굴로 돌아보라》
- 2000년 SBS 드라마 《왕룽의 대지》
- 2000년 MBC 시트콤 《세 친구》 ... 윤다훈과 박상면과 정웅인의 고등학교 동창 손민우 역
- 2000년 MBC 드라마 《나쁜 친구들》
- 2000년 MBC 드라마 《이브의 모든 것》
- 2000년 MBC 드라마 《사랑은 아무나 하나》
- 2000년 iTV 시트콤 《헬로우 닥터》
- 2000년 SBS 시트콤 《골뱅이》
- 2000년 SBS 드라마 《줄리엣의 남자》
- 2000년 SBS 드라마 《여자만세》
- 2000년 MBC 드라마 《눈으로 말해요》
- 2000년 MBC 드라마 《엄마야 누나야》
- 2000년 KBS 드라마 《약속》
- 2001년 KBS 드라마 《부부 클리닉》
- 2001년 MBC 드라마 《내 마음의 보석상자》
- 2001년 MBC 드라마 《전원일기》
- 2001년 KBS 드라마 《요정 컴미》
- 2001년 MBC 드라마 《결혼의 법칙》
- 2001년 MBC 드라마 《그 여자네 집》
- 2001년 SBS 드라마 《수호천사》
- 2001년 MBC 드라마 《가을에 만난 남자》
- 2002년 MBC 드라마 《상도》
- 2002년 국군방송 드라마 《겨울의 저편》
- 2002년 KBS 드라마 《학교 4》
- 2002년 MBC 드라마 《위기의 남자》
- 2002년 MBC 드라마 《내 이름은 공주》
- 2002년 MBC 드라마 《로망스》
- 2002년 SBS 드라마 《그 여자 사람 잡네》
- 2002년 KBS 드라마 《대추나무 사랑 걸렸네》
- 2002년 MBC 드라마 《사랑을 예약하세요》
- 2002년 EBS 드라마 《역사탐구 과거와의 대화》
- 2002년 KBS 드라마 《결혼합시다》
- 2002년 MBC 드라마 《너희가 나라를 아느냐》
- 2002년 SBS 드라마 《별을 쏘다》
- 2002년 MBC 드라마 《어사 박문수》
- 2003년 MBC 드라마 《눈사람》
- 2003년 SBS 드라마 《올인》 ... 리키 역
- 2003년 EBS 드라마 《역사극장》
- 2003년 MBC 드라마 《죽도록 사랑해》
- 2003년 MBC 법정극 《실화극장 죄와 벌》
- 2003년 MBC 드라마 《옥탑방 고양이》
- 2003년 KBS 드라마 《보디가드》
- 2003년 MBC 드라마 《다모》
- 2003년 MBC 드라마 《앞집 여자》
- 2003년 MBC 드라마 《좋은 사람》
- 2003년 MBC 드라마 《나는 달린다》
- 2003년 SBS 시트콤 《형사》
- 2003년 SBS 드라마 《왕의 여자》
- 2003년 MBC 드라마 《대장금》
- 2004년 MBC 드라마 《불새》
- 2004년 MBC 드라마 《장미의 전쟁》
- 2004년 MBC 드라마 《사랑을 할꺼야》
- 2004년 MBC 드라마 《영웅시대》
- 2004년 MBC 드라마 《열정》
- 2005년 MBC 드라마 《제5공화국》
- 2005년 SBS 드라마 《서동요》
- 2005년 MBC 드라마 《결혼합시다》
- 2005년 MBC 드라마 《직지》
- 2006년 MBC 드라마 《신돈》
- 2006년 MBC 드라마 《궁》
- 2006년 MBC 드라마 《불꽃놀이》
- 2006년 MBC 드라마 《여우야 뭐 하니》
- 2006년 KBS 드라마 《일단 뛰어》
- 2006년 MBC 드라마 《90일, 사랑할 시간》
- 2007년 MBC 드라마 《궁S》
- 2007년 MBC 드라마 《문희》
- 2007년 MBC 드라마 《아현동 마님》
- 2007년 수퍼 액션 드라마 《도시괴담 데자뷰 시즌 1》
- 2007년 MBC 드라마 《이산》
- 2008년 MBC 드라마 《뉴 하트》
- 2008년 수퍼 액션 드라마 《KPSI 시즌 1》
- 2008년 MBC 드라마 《달콤한 인생》
- 2008년 MBC 시트콤 《코끼리》
- 2008년 SBS 드라마 《워킹 맘》
- 2008년 MBC 드라마 《춘자네 경사 났네》
- 2009년 TvN 드라마 《세 남자》
- 2012년 MBC 드라마 《빛과 그림자》
- 2012년 MBC 드라마 《아이두 아이두》
- 2012년 MBC 드라마 《그대 없인 못 살아》
- 2012년 KBS 드라마 《각시탈》
- 2012년 KBS 드라마 《해운대 연인들》
- 2012년 KBS 드라마 《대왕의 꿈》
- 2013년 KBS 드라마 《천명: 조선판 도망자 이야기》
- 2014년 KBS 드라마 《조선 총잡이》
- 2016년 MBC 드라마 《화려한 유혹》
- 2016년 MBC 드라마 《가화만사성》
- 2016년 MBC 드라마 《다시 시작해》
- 2016년 MBC 드라마 《좋은 사람》
- 2016년 MBC 드라마 《워킹 맘 육아 대디》
- 2016년 MBC 드라마 《운빨로맨스》
- 2016년 MBC 드라마 《몬스터》
- 2016년 MBC 드라마 《W》
- 2016년 MBC 드라마 《불어라 미풍아》
- 2016년 MBC 드라마 《아버님 제가 모실게요》

### 텔레비전 프로그램
- 1995년 MBC 문화방송 《도전 추리특급》
- 2017년 SBS 서울방송 《씬스틸러 - 드라마 전쟁》

### 라디오 프로그램
- 2015년 EBS FM 《EBS 책 읽는 라디오 낭독 시리즈》